# Rete mondiale notarile
La rete mondiale notarile è un network creato nel 2010 dall'Unione Internazionale del Notariato, sotto la Presidenza di Eduardo Gallino e dietro l'iniziativa di Emanuele Calò, il cui fine è quello di agevolare la condivisione di informazioni tra notai di diversi paesi. .
La rete collega gli 81 paesi membri dell'UINL rappresentati dai corrispondenti designati dai loro rispettivi notariati nazionali. Detti corrispondenti, tramite un apposito software, rispondono ai quesiti che i notai chiedono ai loro corrispondenti nazionali di trasmettere al loro corrispondente estero.
La rete mondiale del notariato riproduce, su scala mondiale, il servizio reso da diversi anni, dalla Rete Notarile Europea, posta in essere dal Consiglio dei Notariati dell'Unione Europea (CNUE), la quale RNE è collegata con la Rete Giudiziale Europea.
La Rete Notarile Mondiale è predisposta per ora per operare in francese, inglese e spagnolo. I quesiti possono avere ad oggetto la ricerca di un notaio con determinate competenze linguistiche, la trasmissione di testi di legge, la forma richiesta per determinati negozi giuridici, l'ausilio per le pratiche che richiedano un particolare impegno oppure l'accertamento dell'autorità competente cui rivolgersi sul piano giudiziale o amministrativo.
Lo scopo è quello di consentire ai notai, in tempi rapidi, di ottenere risposte di tipo professionale perché le loro pratiche aventi elementi di internazionalità trovino uno sbocco puntuale e preciso. In un momento di grandi migrazioni, gli stranieri potranno così essere assicurati sul rispetto delle loro norme quando sono all'estero, e gli investitori potranno fare assegnamento sulla possibilità di ottenere risposte e servizi.
La Rete Mondiale del Notariato è seguita, dal punto di vista operativo, dalla Segreteria Amministrativa dell'Unione Internazionale del Notariato, che si trova in Roma.